# Jozefina Ferdinanda spanyol infánsnő
Jozefina Ferdinanda (spanyolul: Josefa Fernanda; Aranjuez, Spanyol Királyság, 1827. május 25. – Párizs, Francia Köztársaság, 1910. június 10.), Bourbon-házból származó spanyol infánsnő, Ferenc de Paula, Cádiz hercege és Szicíliai Lujza Sarolta leánya, Ferenc spanyol király testvére, aki 1848-ban morganatikus szerelmi házasságot kötött a forradalmi politikussal, José Güell y Rentével.

## Élete
Az infánsnő az aranjuezi királyi palotában született 1827. május 25-én, a Bourbon-ház spanyol ágának tagjaként. Apja Ferenc de Paula cádizi herceg, IV. Károly spanyol király és Parmai Mária Lujza királyné legkisebb fia, míg édesanyja, Lujza Sarolta hercegnő I. Ferenc nápoly–szicíliai király és Mária Izabella királyné (Ferenc de Paula testvérének) a leánya volt. Ezzel szülei közeli rokoni kapcsolatban álltak: édesanyja férje unokahúga volt. A megszületett infánsnőt Jozefina Ferdinanda néven keresztelték, keresztapja pedig apai nagybátyja, VII. Ferdinánd spanyol király lett. A családban használatos beceneve Pepita volt.
1848. június 4-én titokban szerelmi, ám rangon aluli házasságot kötött az író és politikus José Güell y Rentével. A frigy miatt elvesztette infánsnői titulusát és II. Izabella királynő száműzte az udvarból. A pár négy évet töltött száműzetésben Franciaországban, majd 1852-ben visszatértek Spanyolországba, 1855-ben pedig a királynő is megbocsájtott nekik.
Visszatérve az országba Valladolidban telepedtek le. A párnak három gyermeke született: legelső fiuk még franciaországi tartózkodásuk ideje alatt, másik két fiuk viszont már spanyol honba való visszatérésüket követően. Gyermekeik:
- Raimundo Roberto Jorge Güell y Borbón (1849–1911), Valcarlos márkija
- Fernando José Cristinario Güell y Borbón (1851–1916), Guëll márkija
- Francisco de Asís María Güell y Borbón (1853–1868), fiatalon elhunyt.

## Forrás
- Josefa Fernanda de Borbón (angolul)